# Jaime Delgado Aparicio
Jaime Delgado Aparicio Porta (Lima, 25 de octubre de 1943-Lima, 28 de marzo de 1983) fue un compositor, pianista y director de orquesta de jazz peruano. Considerado uno de los músicos más prodigiosos del Perú, impulsó fuertemente el jazz en Lima y distintas partes del país en sus años de actividad. Grabó 4 álbumes de estudio y una obra sinfónica, consideradas bellas piezas del Jazz Contemporáneo en Latinoamérica.

## Historia
Nació en Lima en 1943. Era hermano menor del abogado y político Luis Delgado Aparicio. Comenzó a estudiar piano y música clásica cuando tenía cinco años de edad. A los quince años, ganó la competencia de las escuelas nacionales del Inter Piano. Luego viajó a los Estados Unidos para continuar sus estudios de secundaria. En este país tuvo la oportunidad de escuchar jazz, su interés por este tipo de música le llevó a matricularse en la Westlake College of Modern Music en Los Ángeles donde obtuvo su título de Músico Profesional en 1961.
Luego regresaría al Perú para trabajar como músico de jazz profesional, la organización de varios grupos pequeños y de juego para todo tipo de público, dando la oportunidad a jóvenes músicos peruanos a escuchar y aprender los diferentes estilos de jazz tocando en distintos lugares como el Teatro Segura, el ICPNA y la Sala Alzedo. Su trío estuvo compuesto por Eduardo Arbe en la batería y David Thomas, un músico de la Orquesta Sinfónica Nacional del Perú, tocando el bajo.
En 1962 regresó a los Estados Unidos para continuar con piano, composición y dirección de orquesta de los estudios en el Berklee College of Music en Boston. En Berkeley se hizo amigo de otro talentoso pianista, Keith Jarret. Esta amistad duró muchos años y el estilo de principios de Jarret y la maestría musical influenciada hicieron un prodigio de este instrumento a Jaime Delgado. Otras influencias musicales fueron Duke Ellington y Horace Silver. 
En 1963 formó el grupo Los Astoria Twisters  integrado por Walter Ugarte en primera guitarra, Kalle Englund en batería, "Machuco" Bonilla en contrabajo, Tito Puntriano en bajo electrónico, Ricardo Noriega en segunda guitarra y voz. Se presentaban muy frecuentemente el programa El Clan del 4 que conducía Rulito Pinasco sin embargo este grupo no llegó a grabar, luego se terminaría disolviendo y algunos de esos integrantes formaron el grupo Los Sunset's,con Chabuca Granda y Mario Cavagnaro tuvo una gran amistad y realizó algunos arreglos y musicalizo algunos temas.
En 1964 luego de tocar en el Festival de Jazz de Montevideo y Buenos Aires, regresó al Perú para continuar con su serie de conciertos y empezó a dar clases de piano y vibráfono. A su regreso a Perú, se encontró con un nuevo medio para propagar su música: la televisión. Su nuevo trío de jazz con Rolf Schmid, los tambores, y Corrado Cultrera, bajo acústico, dio numerosos conciertos televisados. Pero sería con el contrabajista Juan Ángel Russo y Kalle Englund en batería, con quienes grabó el álbum Jaime Delgado Aparicio Jazz Trío para Sono Radio (unos años después sería director de esta disquera) y ofrecería recordados Jam Sessions en el Astoria Jazz Club.
En 1965 grabó Jam Sessions Volume I para la disquera El Virrey acompañado nuevamente de Juan Ángel Russo y Kalle Englund.
En 1966 tocó junto a Stan Getz en el Teatro Municipal de Lima. Ese mismo año grabó la banda sonora de la película El embajador y yo para el sello Iempsa /Decibel.
En 1970 fue contratado como director musical de Sono Radio, uno de los sellos discográficos más prestigiosos del Perú. En esta posición él ayudó y promovió muchos nuevos grupos de jazz y otros músicos peruanos, los arreglos, la preparación de composiciones para ellos, el registro y la publicación de su música. Uno de estos grupos fue Black Sugar, una banda muy prometedora de jóvenes músicos que tocaban una fusión de jazz, funk, soul y música latina, y Traffic Sound una banda de rock psicodélico con un único sonido latino y el sabor de los andes. Además, él estaba ocupado en la organización de conciertos se presentó su música en diferentes formatos: tríos, cuartetos, sextetos, etc. A veces, tocando el piano, otros tocando el vibráfono. Los conciertos incluyen al grupo de latin jazz Bossa 70 que el jazz latino y la música brasileña.
Representó a Perú en el Festival Internacional de Jazz de Salerno, en Italia, y al volver a Lima asumió la dirección de la Orquesta Sinfónica Nacional, estrenando en el Teatro Municipal la Suite Sinfónico-Jazz Evocación.
Luego fundó la "Orquesta Contemporánea" como un medio para exponer a los nuevos talentos de la escena musical. Por donde pasaron renombrados músicos peruanos como Nilo Espinosa, Oscar Stagnaro, Luchó González, Rafael Purizaga, Eulogio Molina, Germán Neciosup Acuña, junto al guitarra Víctor Salazar, el teclista Miguel Figueroa, el percusionista Coco Lagos y el batería José Luis Cruz. La mayoría de los miembros de Black Sugar eran miembros regulares de la orquesta de Delgado. Los conciertos fueron organizados casi todos los meses y la música abarcaron una amplia gama de estilos, desde música clásica hasta el jazz a los complejos arreglos de pop. Uno de los conciertos más recordados fue el de Traffic Sound, en el año 1971 en el Teatro Segura, fueron la última canción, Mr. Skin, se prolongó durante 30 minutos con un público delirante que no quería que la música se detenga, sus últimas grabaciones la realizó con su hijo mayor Jaime Delgado Cultrera en su estudio, donde interpretó en el piano sus temas temas favoritos como Stella by Starlight y temas donde toca a cuatro manos con su hijo.
En tenía un nivel bastante complejo para Sudamérica y es así como el 27 de marzo de 1976 se graba el concierto en vivo por Sono Radio.
También incursionó en el mundo sinfónico con su Suite Evocación de cinco movimientos alusivos a la Historia del Perú (Preludio, Imperio, Conquista, Virreinato y República).
Falleció el 28 de marzo de 1983 a los 40 años, en ese momento estaba finalizando la pieza musical "Confetti", escrita en honor a la gran compositora peruana Chabuca Granda fallecida tres semanas antes. Jaime dejó como legado una legión de nuevos admiradores, seguidores y estudiantes del jazz, quienes más tarde llegaron a ser la nueva generación de la música jazz en el Perú.

## Discografía
- Jaime Delgado Aparicio Jazz Trío (Sono Radio 1964)
- Jam Sessions Volume I (El Virrey 1965)
- El Embajador y Yo (Banda sonora, Decibel 1968)
- Jaime Delgado Aparicio y Su Orquesta Contemporánea (Sono Radio 1976).